# Kępa Ośnicka
Kępa Ośnicka (prononciation : [ˈkɛmpa ɔɕˈnit͡ska]) est un ancien village polonais de la gmina de Słupno dans le powiat de Płock de la voïvodie de Mazovie dans le centre-est de la Pologne.
Il se situait à environ 6 kilomètres au sud-est de Płock (siège du powiat) et à 92 kilomètres à l'ouest de Varsovie (capitale de la Pologne).
Le village est inhabité depuis la seconde guerre mondiale.

## Histoire
De 1975 à 1998, le village appartenait administrativement à la voïvodie de Płock.